# Teichrosen
Teichrosen (Nuphar) ist die einzige Gattung der Unterfamilie der Nupharoideae innerhalb der Pflanzenfamilie der Seerosengewächse (Nymphaeaceae). Die etwa acht Arten sind auf der Nordhalbkugel weitverbreitet.

## Beschreibung

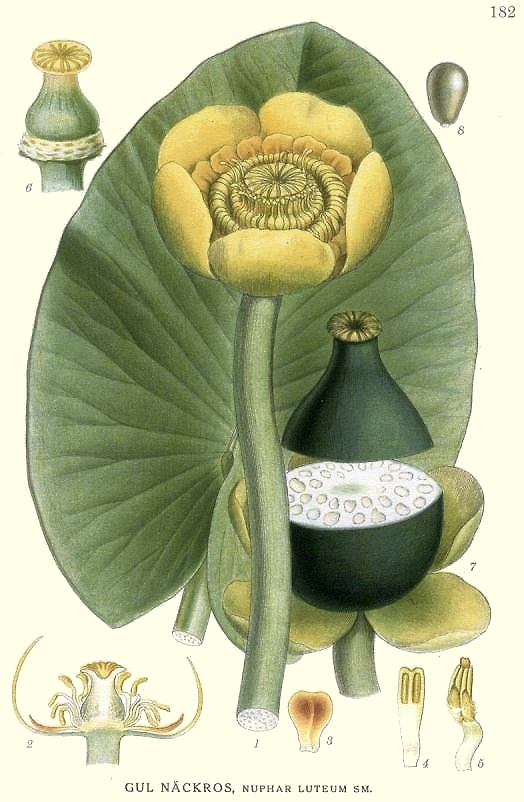
Sektion Nuphar: Illustration der Gelben Teichrose (Nuphar lutea)

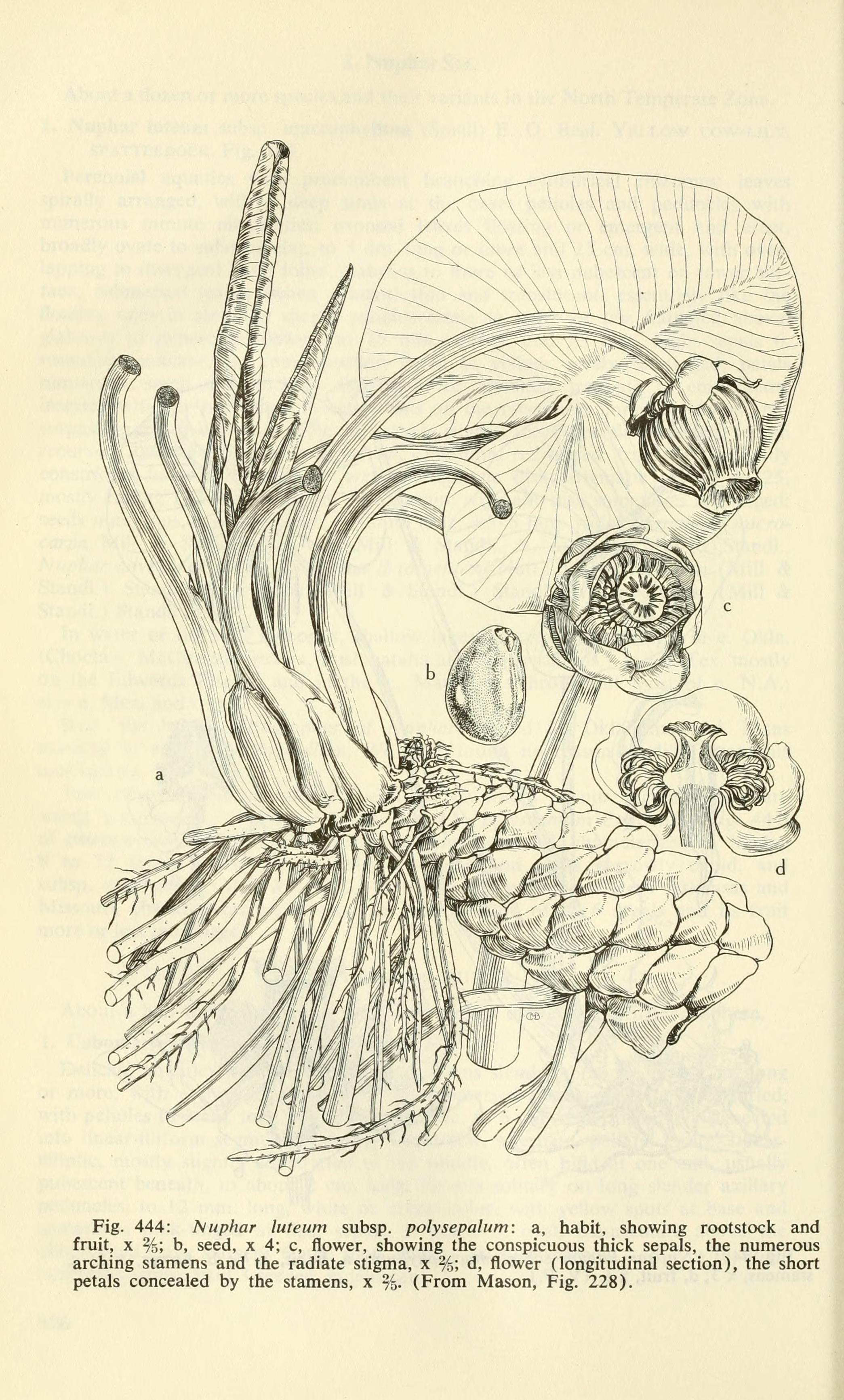
Illustration aus Aquatic and wetland plants of southwestern United States, 1972 der Indianer-Teichrose (Nuphar polysepala)

### Vegetative Merkmale
Die Teichrosen-Arten sind ausdauernde, krautige Pflanzen. Diese Wasserpflanzen bilden ein Rhizom, welches im Bereich der Bodenoberfläche wächst. Das von gestauchten Internodien gebildete Rhizom ist länglich-gestreckt, kaum verzweigt und im Querschnitt dorsiventral. Die sprossbürtigen (hier am Rhizom gebildeten) Wurzeln sind dicklich und nur spärlich verzweigt. Die Hauptwurzel ist kurzlebig.
Es werden sowohl Wasser- als auch Schwimmblätter gebildet. Die wechselständig angeordneten Laubblätter sind in Blattstiel und Blattspreite gegliedert. Der lange, kantige Blattstiel ist an seiner Basis schwach scheidig. Die am Grund tief eingeschnittene Blattspreite ist ganzrandig oval bis rundlich. Seitennerven erster Ordnung der Spreite verlaufen unter mehrfacher Verzweigung zum Blattrand hin. Die immer vorhandenen Wasserblätter sind hellgrün. Nebenblätter fehlen.

### Generative Merkmale
Tragblätter sind reduziert oder fehlen ganz, Vorblätter werden nie ausgebildet. Die Blütenstiele sind lang. Die zwittrigen Blüten sind radiärsymmetrisch. Die Blütenhülle besteht aus meist fünf (vier bis sieben) großen, oft gelben und spiralig stehenden Kelchblättern, sowie aus vielen (meist 13) kleineren und ebenso gelb gefärbten und spiralig angeordneten kronblattartigen Honigblättern. Die spiralig angeordneten Staubblätter sind sehr zahlreich vorhanden und mit den Honigblättern durch allmähliche Übergänge verbunden. Die ebenfalls zahlreichen Fruchtblätter sind auf der Rücken- und Bauchseite mit der Blütenachse verwachsen und bilden auf diese Weise einen oberständigen Fruchtstand. Die einzelnen Fruchtblätter besitzen zahlreiche hängende, seitlich-wandständige Samenanlagen.
Die Kelchblätter verbleiben an den reifen Früchten. Die Früchte sind beerenartig, im Reifezustand entlassen sie die säckchenartigen, die Samen umschließenden Fruchtblätter durch Abblättern der Achsenhülle. Den glatten Samen fehlt ein Samenmantel.

## Systematik und Verbreitung

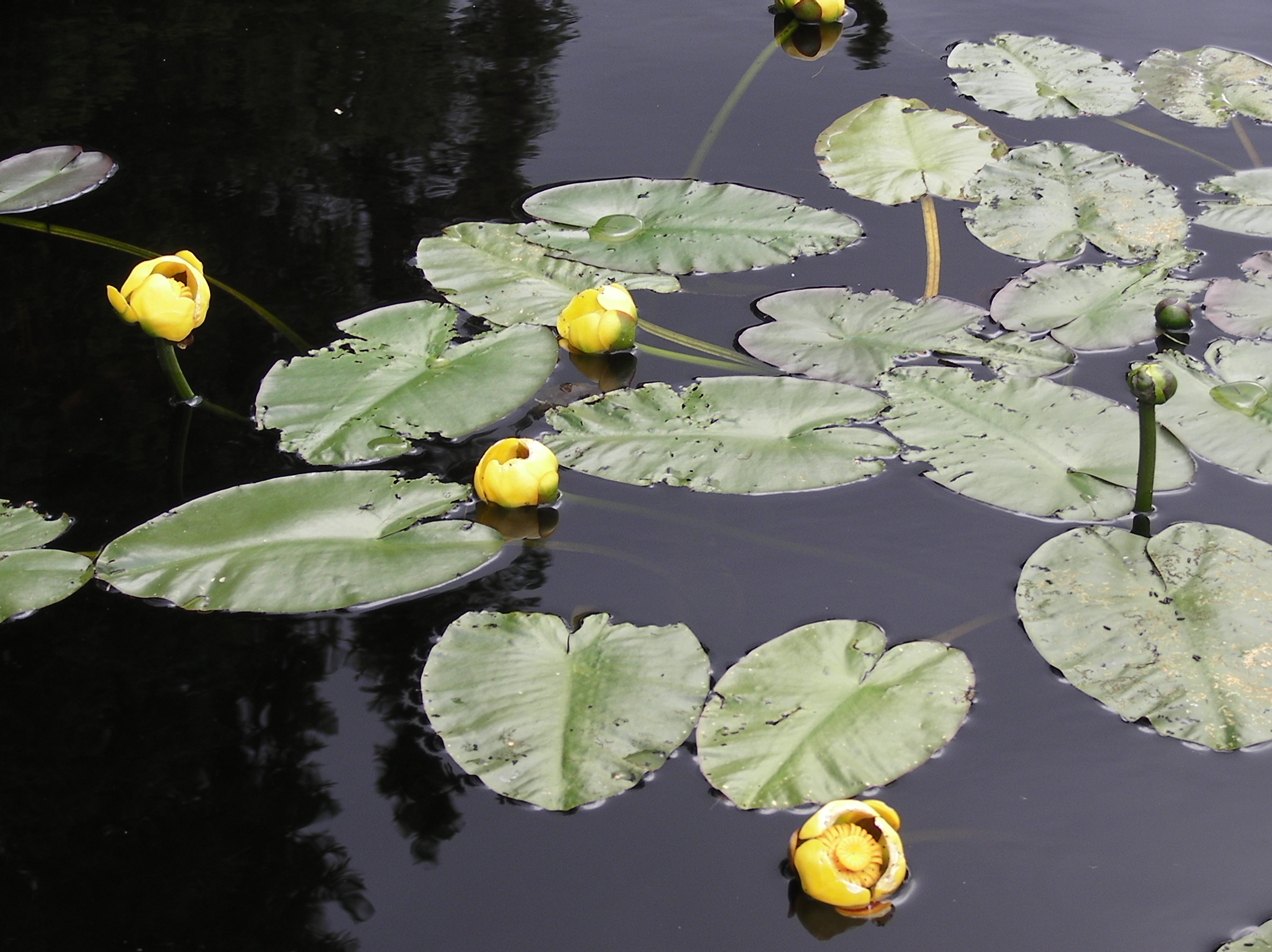
Sektion Astylus: Stierkopf-Teichrose (Nuphar variegata)

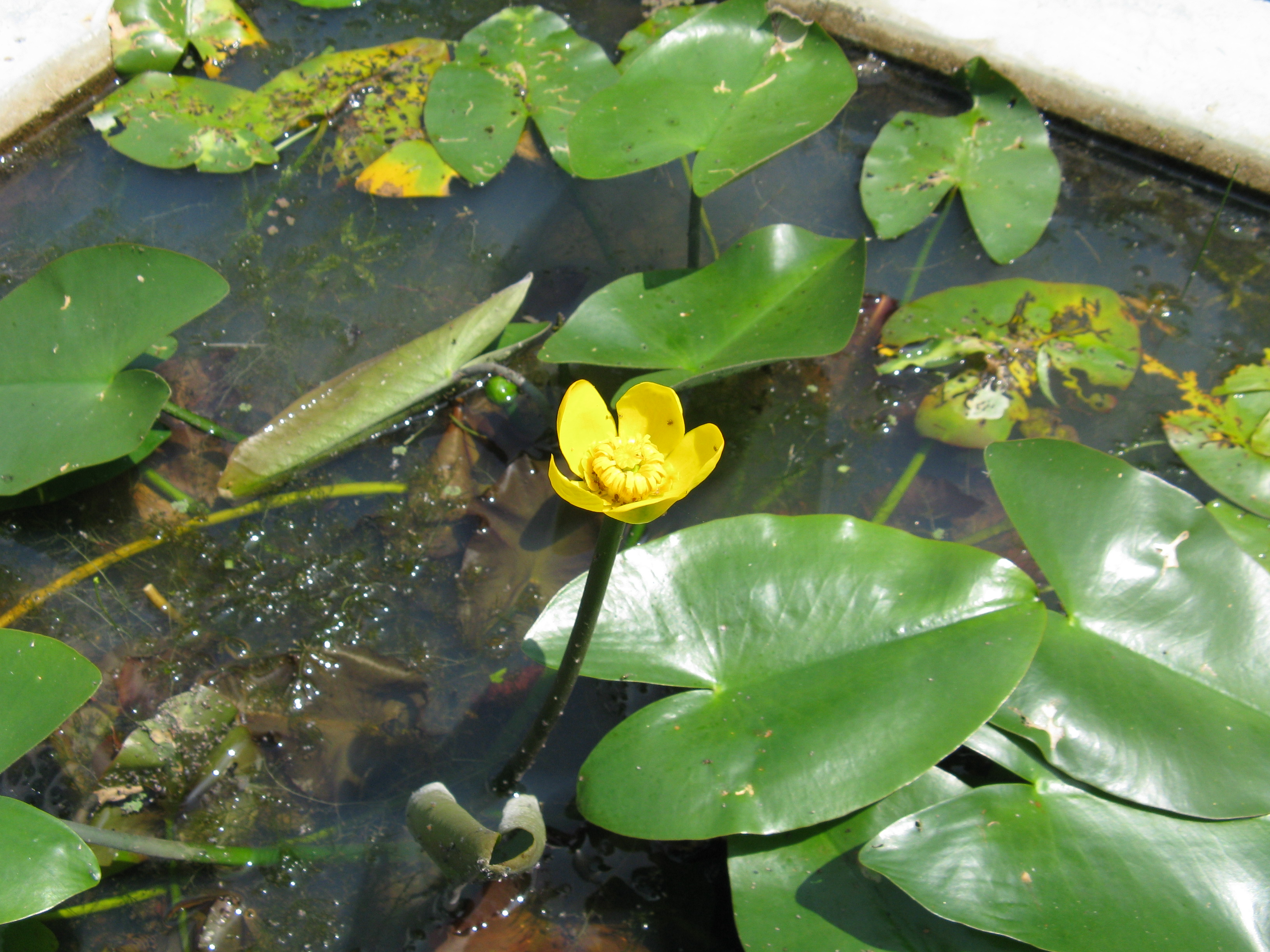
Sektion Nuphar: Japanische Teichrose (Nuphar japonica)

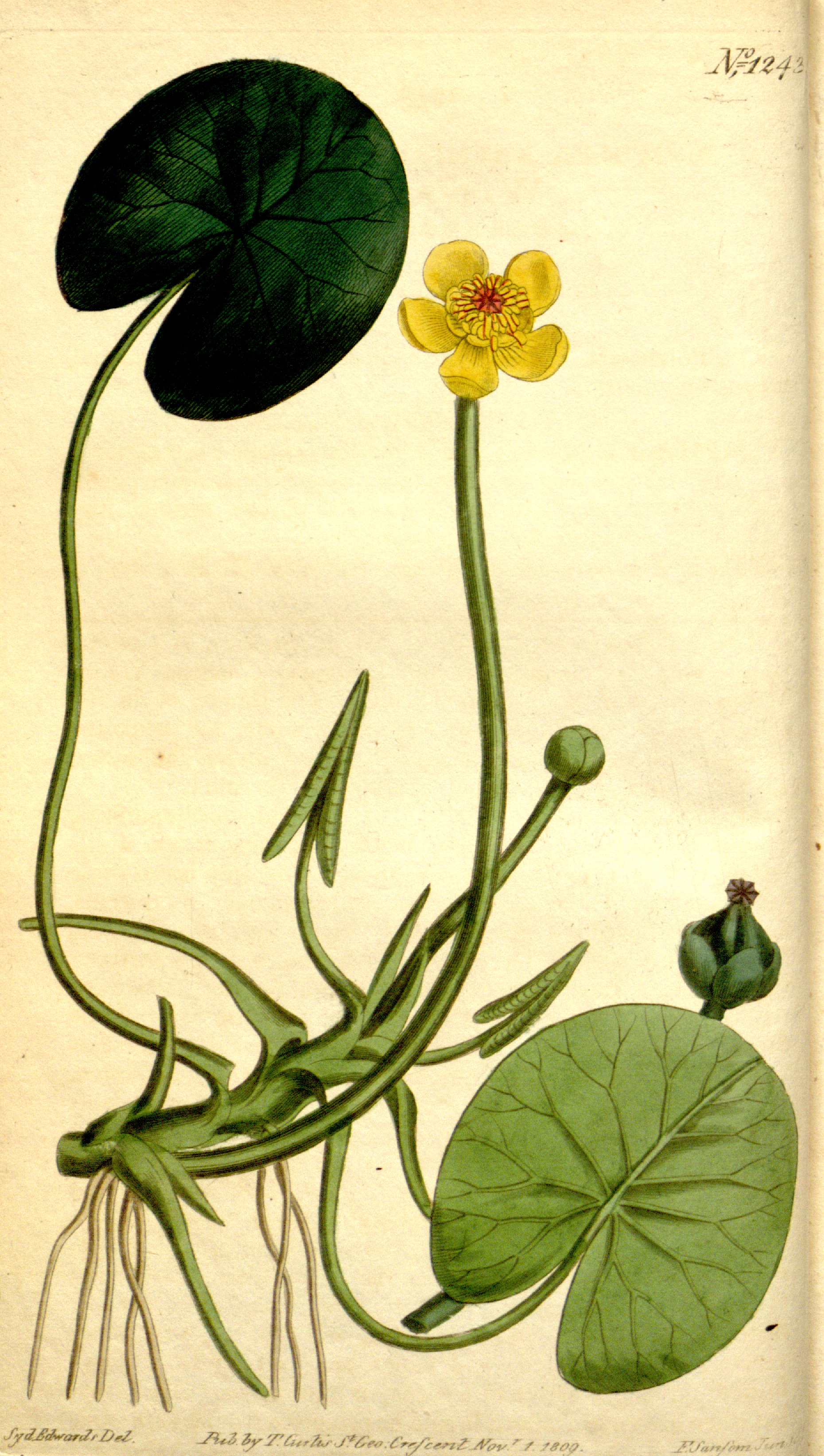
Sektion Nuphar: Nuphar microphylla, Illustration

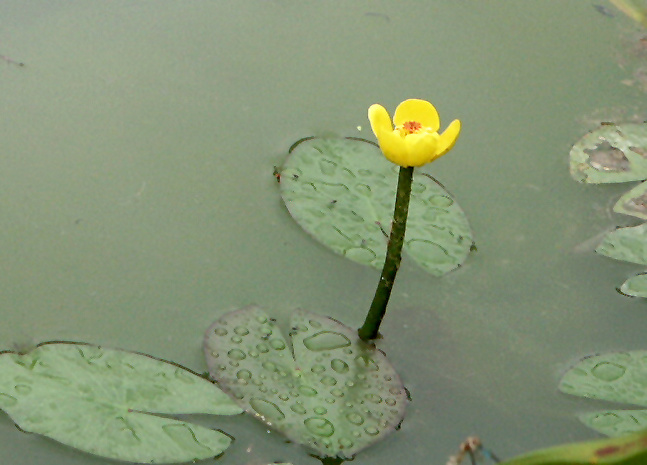
Sektion Nuphar: Kleine Teichrose (Nuphar pumila)

Auf der Nordhalbkugel ist die Gattung Nuphar in der Holarktis sowie in direkt angrenzenden subtropischen Gebieten weitverbreitet.
Die Gattung Nuphar wurde 1809 durch James Edward Smith in J. Sibthorp und J. E. Smith: Florae Graecae Prodromus , 1, S. 361 aufgestellt. Der botanische Gattungsname Nuphar ist abgeleitet von nénuphar (auch ninûfar), einem antiken arabischen oder persischen Namen für die Gelbe Teichrose. Ein Synonym für Nuphar Sm. ist Nymphozanthus Rich..
Die Unterfamilie Nupharoideae wurde durch Tokutarô Itô aufgestellt.
Die Gattung Nuphar wird in zwei Sektionen gegliedert. Es sind in der Gattung Nuphar nur noch acht Arten enthalten; früher 10 bis 20 Arten:
- Sektion Astylus Padgett: Sie enthält vier Arten und eine Naturhybride: Alle in Nordamerika beheimatete Arten gehören in diese Sektion:
  - Amerikanische Teichrose (Nuphar advena (Aiton) W.T.Aiton): Heimat ist das warme und gemäßigte atlantische Nordamerika, wird hin und wieder in Europa kultiviert: Mit vier Unterarten die bei einigen Autoren als eigene Arten geführt werden:
    - Nuphar advena (Aiton) W.T.Aiton subsp. advena
    - Nuphar advena subsp. orbiculata (Small) Padgett (Syn.: Nuphar bombycina (G.S.Mill. & Standl.) Standl.), Nuphar orbiculata (Small) Standl.: Die Heimat ist Nordamerika.
    - Nuphar advena subsp. ozarkana (G.S.Mill. & Standl.) Padgett (Syn.: Nuphar ozarkana (G.S.Mill. & Standl.) Standl.)
    - Nuphar advena subsp. ulvacea (G.S.Mill. & Standl.) Padgett (Syn.: Nuphar ulvacea (G.S.Miller & Standl.) Standl.): Dieser Endemit kommt nur in Florida vor.

  - Indianer-Teichrose (Nuphar polysepala Engelmann): Die Heimat ist Nordamerika.
  - Pfeilblättrige Teichrose (Nuphar sagittifolia (Walter) Pursh, Syn.: Nuphar longifolia (Michx.) Sm.): Die Heimat ist Nordamerika.
  - Stierkopf-Teichrose (Nuphar variegata Durand, Syn.: Nuphar americana Provancher, Nuphar fraterna (G.S.Miller & Standl.) Standl., Nuphar lutea (L.) Smith subsp. variegata (Durand) E.O.Beal, Nymphaea americana (Provancher) G.S.Miller & Standley, Nymphaea fraterna G.S.Miller & Standl.): Die Heimat ist Nordamerika.
  - Nuphar ×rubrodisca Morong (Syn.: Nuphar rubrodisca Morong, Nuphar lutea subsp. rubrodisca (Morong) Hellq. & Wiersema) = Nuphar microphylla × Nuphar variegata: Die Heimat ist Nordamerika.

- Sektion Nuphar: Sie enthält vier Arten und zwei Naturhybriden:
  - Japanische Teichrose (Nuphar japonica DC., Syn.: Nymphaea lutea Thunb.): Heimat ist das warme bis gemäßigte Japan.
  - Gelbe Teichrose (Nuphar lutea (L.) Smith): Die Verbreitung reicht vom autonomen Gebiet Xinjiang über Kasachstan, Sibirien bis Südwestasien, nach Europa[4] und nach Afrika.
  - Nuphar microphylla (Persoon) Fernald (Syn.: Nuphar kalmiana (Michaux) W.T.Aiton, Nuphar minima (Willd.) Smith): Sie hat Areale in weiten Teilen der Holarktis.
  - Kleine Teichrose (Nuphar pumila (Timm) DC., Syn.: Nymphaea lutea L. var. pumila Timm, Nymphaea lutea subsp. pumila (Timm) Bonnier & Layens, Nymphaea pumila (Timm) Hoffmann, Nuphar shimadae Hayata): Sie hat Areale in China, Japan, Korea, Mongolei, Russland und im nördlichen Europa. Es gibt etwa drei Unterarten (Auswahl):
    - Nuphar pumila subsp. oguraensis (Miki) Padgett (Syn.: Nuphar oguraensis Miki)
    - Nuphar pumila L. subsp. pumila (Syn.: Nuphar bornetii H.Lév. & Vaniot, Nuphar centricavata J.Schust., Nuphar minima (Willd.) Sm., Nuphar ozeensis Miki, Nuphar shimadae Hayata)
    - Nuphar pumila subsp. sinensis (Hand.-Mazz.) Padgett (Syn.: Nuphar sinensis Hand.-Mazz.)

  - Nuphar ×saijoensis (Shimoda) Padgett (Syn.: Nuphar japonica var. saijoensis Shimoda) = Nuphar japonica × Nuphar pumila
  - Nuphar ×spenneriana Gaudin (Syn.: Nuphar affinis Harz, Nuphar ×intermedia Ledeb., Nuphar jurana Magnin, Nuphar rivularis Dum.) = Nuphar lutea × Nuphar pumila. Diese Hybride ist benannt zu Ehren des deutschen Botanikers Fridolin Karl Leopold Spenner.